# Pierre Lavalley
Pierre Lavalley (né à Rome le 11 décembre 1894 et mort à Rabat le 16 janvier 1948) est un sculpteur français. C'est un des fils du peintre Alexandre Lavalley.
Il a été élève à l'École des beaux-arts de Paris et à obtenu le Second Grand Prix de Rome de sculpture en 1923.
Il s'installe au Maroc dans les années 1930, ou il est surnommé par la presse locale comme "Le Sculpteur du Maréchal", sous-entendu le Maréchal Lyautey, dont il a réalisé au moins un buste pour l'hôtel de ville de Port-Lyautey (Kénitra).
En 1934, il fonde à Rabat au Maroc, à ses frais, une école des beaux-arts, dont il sera le directeur jusqu'à sa mort. Sa veuve continuera de gérer, cette école au moins jusqu'en 1959.

## Œuvres
- Apollon et Marsias, 1923. Pour le concours du Grand prix de Rome.
- Buste du Maréchal Lyautey, 1935. Pour l’Hôtel de ville de Port-Lyautey (Kénitra).
- Monument aux naufrages, avant 1937, Dessin. Paris, Centre Pompidou.